# Jürgen Kocka
Jürgen Kocka (Haindorf, 19 aprile 1941) è uno storico tedesco.
Professore universitario ed ex presidente del Centro di ricerca sulle scienze sociali di Berlino (2001-2007), Kocka è una figura importante nella nuova storia sociale, secondo i dettami della Scuola di Bielefeld. Ha concentrato la sua ricerca sulla storia dei dipendenti di grandi aziende tedesche e americane e sulla storia della borghesia europea. Ha conseguito il dottorato di ricerca presso l'Università libera di Berlino nel 1968.
Dal 1992 al 1996 Kocka è stato il direttore fondatore e ad oggi è Senior Fellow del Zentrum für Zeithistorische Forschung di Potsdam. Dal 2008 è vicepresidente dell'Accademia delle scienze e delle discipline umanistiche di Berlino-Brandeburgo.

## Opere
- Kocka J., "Entrepreneurs and Management in German Industrialization," in The Cambridge Economic History of Europe, vol. 7, pt. 1, ed. P. Mathias and M. M. Postan (Cambridge, England, 1978), pp. 492-589, 709-727, 769-777. Originally published as Unternehmer in der deutschen Industrialisierung (Göttingen, 1975).
- Kocka J., White Collar Workers in America 1890-1940. A Social Political History in International Perspective (London-Beverly Hills: SAGE, 1980).
- Kocka J., "Capitalism and Bureaucracy in German Industrialization before 1914," Economic History Review, 2nd series, 33 (1981): 453-468.
- Kocka J., "Class Formation, Interest Articulation and Public Policy: the Origins of the German White Collar Class in the Late Nineteenth and Early Twentieth Centuries," in Organizing Interests in Western Europe: pluralism, corporatism, and the transformation of politics, ed. S. Berger (Cambridge, England, 1988), pp. 63-81.
- Kocka J., "Problems of Working-Class Formation in Germany: The Early Years, 1800-1875," in Working-Class Formation. Nineteenth- Century Patterns in Western Europe and the United States
- Kocka, Jürgen & A. Mitchell, eds. (1993).  Bourgeois Society in Nineteenth-century Europe.
- Kocka J., and A. Mitchell, eds., Bourgeois Society in Nineteenth Century Europe (Oxford, 1993).
- Kocka J., "New Trends in Labour Movement Historiography: A German Perspective," International Review of Social History 42 (1997): 67-78.
- Kocka J., "Asymmetrical Historical Comparison: the Case of the German 'Sonderweg'," History and Theory 38 (1999): 40-51.
- Kocka, Jürgen. (1999) Industrial Culture and Bourgeois Society. Business, Labor, and Bureaucracy in Modern Germany. (New York: Berghahn Books) online Archiviato il 26 ottobre 2016 in Internet Archive.
- Kocka, Jürgen. "Civil Society: Some remarks on the career of a concept," in: E. Ben-Rafael, Y. Sternberg (eds.): Comparing Modernities, pp. 141–148.
- Kocka, Jurgen. "Losses, Gains and Opportunities: Social History Today," Journal of Social History, Volume 37, Number 1, Fall 2003, pp. 21–28 DOI: 10.1353/jsh.2003.0146
- Kocka, Jurgen. Capitalism. A Short History Princeton: Princeton University Press, 2016. online review
- Kocka, Jürgen, and Marcel van der Linden, eds. Capitalism: The Reemergence of a Historical Concept (London: Bloomsbury 2016) 281 pp.
- Kocka, Jürgen. "1989/91 as a Caesura in the Study of History: A Personal Retrospective." in Beyond Neoliberalism (Palgrave Macmillan, Cham, 2017) pp. 257-269 online.
- Kocka, Jürgen. "Capitalism and Its Critics. A Long-Term View." in The Lifework of a Labor Historian: Essays in Honor of Marcel van der Linden  ed. by Ulbe Bosma and Karin Hofmeester (Brill, 2018) pp. 71-89. online
- Kocka, Jürgen. "Looking back on the Sonderweg." Central European History 51.1 (2018): 137-142. online

### Opere in tedesco
- Kocka J., "Industrielles Management: Konzeptionen und Modelle in Deutschland vor 1914," Vierteljahrschrift für Sozial- und Wirtschaftsgeschichte 61 (1969): 332-372
- Kocka J., Unternehmensverwaltung und Angestelltenschaft am Beispiel Siemens 1847-1914. Zum Verhältnis von Kapitalismus und Bürokratie in der deutschen Industrialisierung (Stuttgart, 1969).
- Kocka J., "Sozialgeschichte - Strukturgeschichte - Gesellschaftsgeschichte," Archiv für Sozialgeschichte 15 (1975): 1-42.
- Kocka J., Klassengesellschaft im Krieg. Deutsche Sozialgeschichte 1914-1918 [ Facing Total War. German Society 1914-1918 (2nd ed.,  Göttingen, 1978).
- Kocka J., et al., Familie und soziale Plazierung (Opladen, 1980).
- Kocka J., Die Angestellten in der deutschen Geschichte 1850-1980: Vom Privatbeamten zum angestellten Arbeitnehmer (Göttingen, 1981).
- Kocka J., ed., Arbeiter und Bürger im 19. Jahrhundert. Varianten ihres Verhältnisses im europäischen Vergleich (Munich, 1986).
- Kocka J., Arbeitsverhältnisse und Arbeiterexistenzen. Grundlagen der Klassenbildung im 19. Jahrhundert (Bonn, 1990).
- Kocka J., Weder Stand noch Klasse. Unterschichten um 1800 (Bonn, 1990).
- Kocka J., ed., Bürger und Bürgerlichkeit im 19. Jahrhundert (Göttingen, 1987).
- Kocka J., and U. Frevert, eds., Bürgertum im 19. Jahrhundert. Deutschland im europäischen Vergleich, (3 vols.  Munich, 1988); rev. ed.: Kocka J., ed., Bürgertum im 19. Jahrhundert, (3 vols. Göttingen, 1995).